# Fulton Fish Market

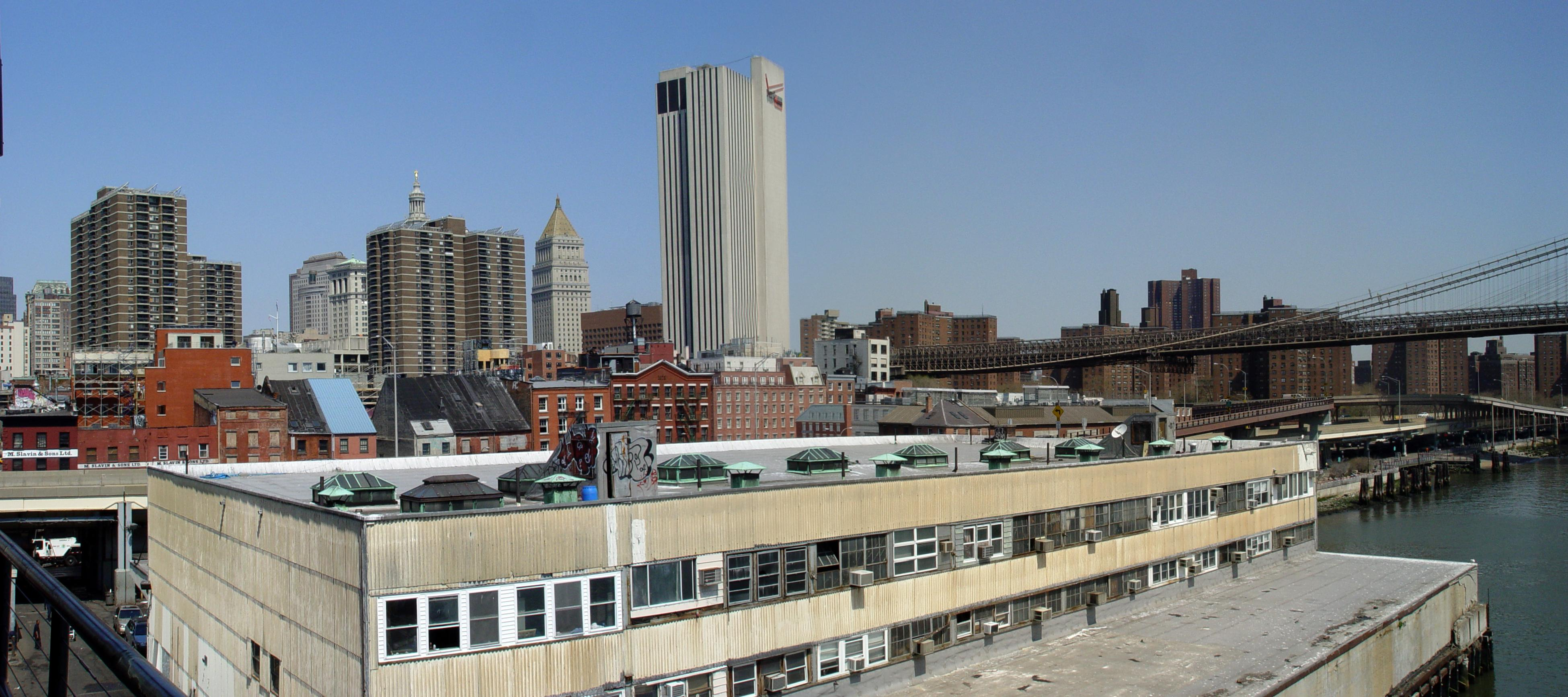
El magatzem original del Fulton Fish Market

El Fulton Fish Market és un dels mercats de peix i de productes del mar més importants dels Estats Units situat a New York. El primer mercat va obrir les portes el 1822 i servia d'acollida als vaixells que havien travessat l'oceà Atlàntic. A partir dels anys 1850, la majoria dels peixos pescats a la rodalia de la ciutat eren portats al Fulton Fish Market, on eren comprats, o bé per restauradors, o bé per majoristes, a la recerca de peix fresc de tota mena. No era d'altra banda estrany que peixos procedents de tota Nova Anglaterra passessin per aquest mercat abans de ser revenuts a les ciutats on havien estat pescats. De fa alguns decennis, els preus són controlats i fixats pel govern americà, el que tradueix la importància d'aquest mercat de peix a tota l'àrea metropolitana de Nova York.
El juliol de 2005, el Fulton Fish Market s'ha desplaçat, anant del magatzem original situat a  Fulton Street, al barri del Bronx, a Hunts Point. El nou mercat presenta així infraestructures modernes, com el nou magatzem, que ofereix un enllumenat, i condicions de frescor òptimes.

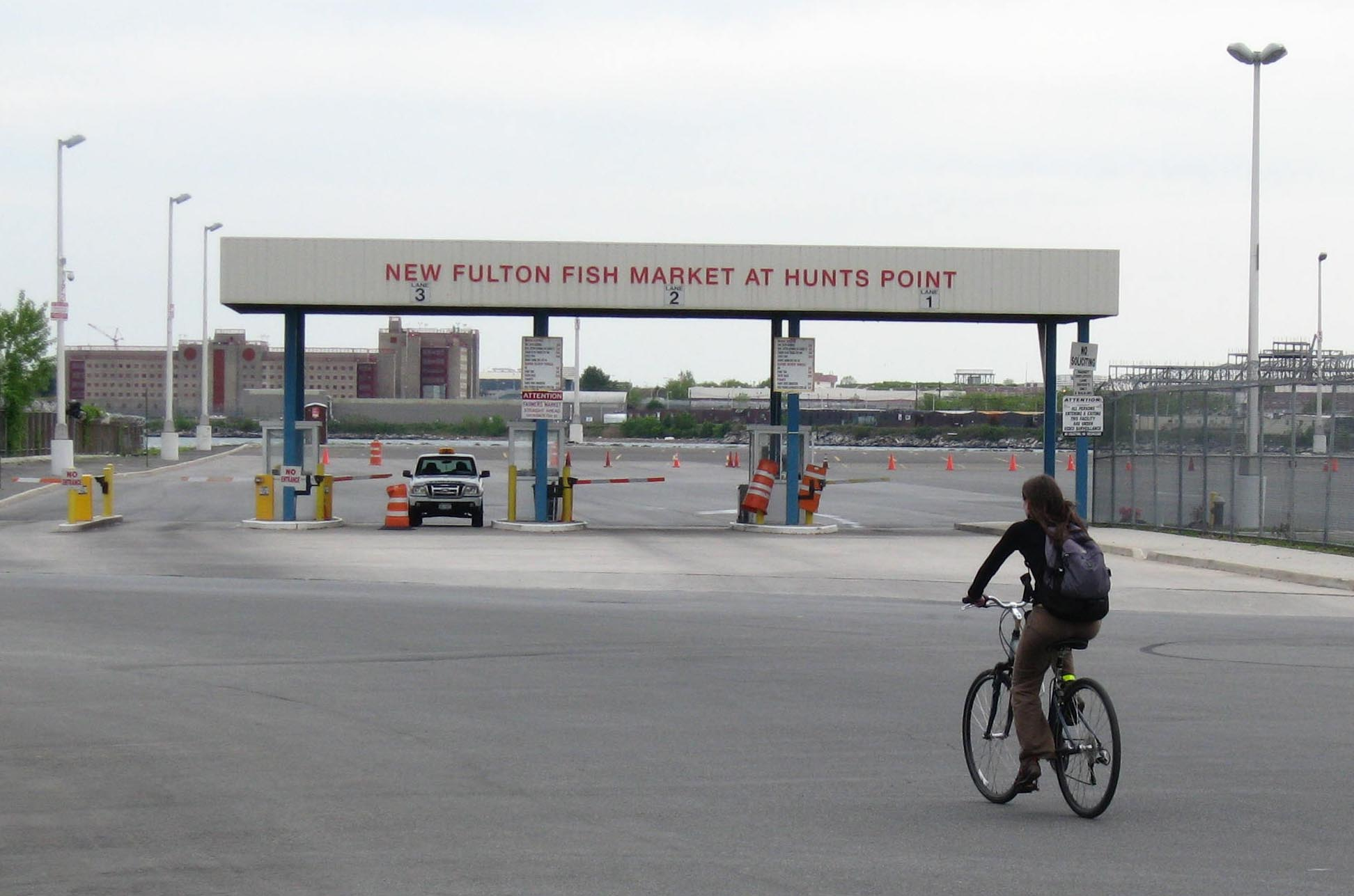
Porta d'entrada

El Fulton Fish Market no és l'únic mercat a l'engròs de Manhattan, ja que un Meat Market, dedicat a la carn està situat a l'altura de la West Side, permetent als restauradors de tota la regió proveir-se de carn, a més a més del peix.